# Orient Queen (1989)
L'Orient Queen est un navire de croisière construit en 1989, intialement pour la compagnie Mar Lines, par le chantier naval Unión Naval de Levante (es) de Valence. Le 4 août 2020, alors qu’il est désarmé au port de Beyrouth, il est gravement endommagé lors des explosions qui ravage la ville et chavire contre son quai. Il est détruit deux ans plus tard, en 2022.

## Histoire

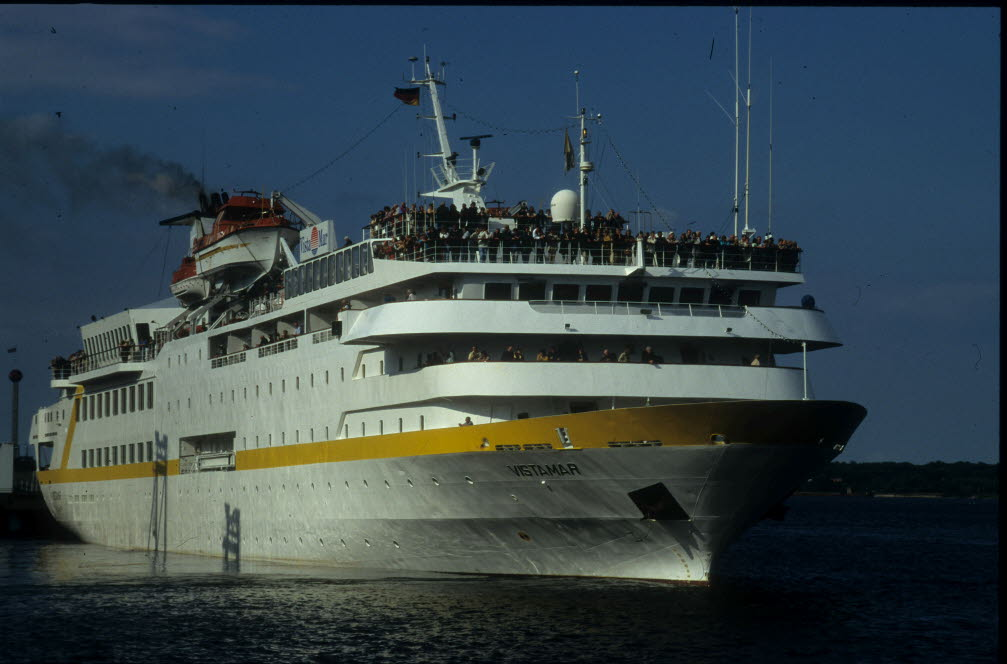
Le Vistamar à Kiel en 1988.

Le navire est initialement nommé Vistamar. Il navigue pour différents affréteurs pour des compagnies de croisière allemandes comme Jahn Reisen ou Plantours & Partner. 
En 2001, il heurte un objet submergé dans l’Atlantique Sud, puis des rochers immergés au large d’Ibiza en 2003,. Cette même année, il remonte le fleuve Amazone jusqu’à Iquitos, au Pérou, sur environ 4 400 km, devenant ainsi le plus grand navire de croisière à le faire.
En 2012, il, est racheté par le groupe Abou Merhi, basé au Liban, et prend son nom d’Orient Queen.

### Explosion de Beyrouth en 2020

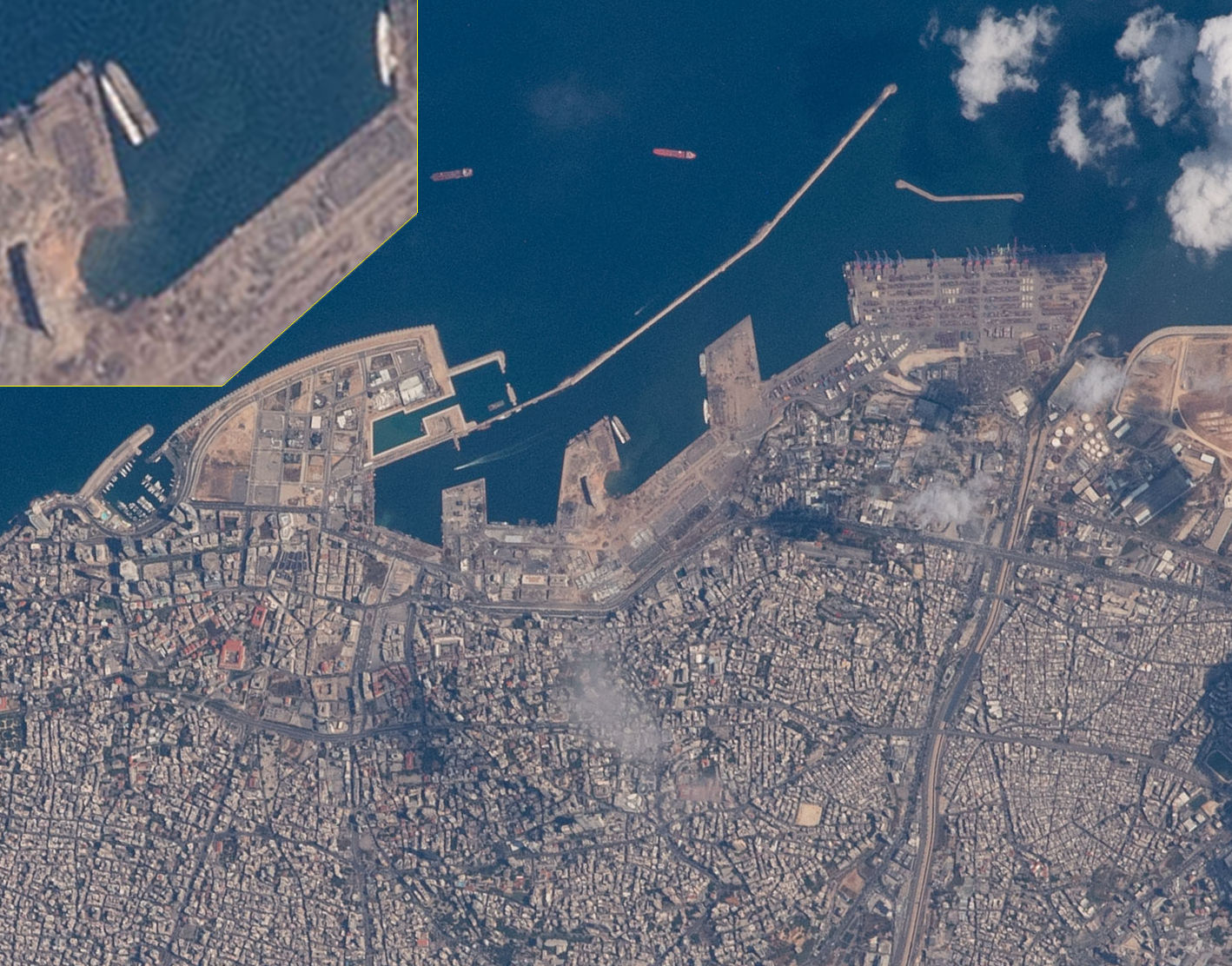
Photographie du port de Beyrouth prise par Christopher Cassidy depuis l’ISS le 11 août. L’Orient Queen est visible, couché sur le flanc, à droite de la vue zoomée.

L'Orient Queen arrive au port de Beyrouth le 27 juin 2020 après un voyage de 22 jours depuis la ville économique du roi Abdallah, en Arabie saoudite, et est désarmé. Le 4 août, alors qu’il est amarré à son quai, le navire est gravement endommagé lors de l’explosion qui ravage le port et finit par  chavirer dans la nuit. 2 membres d’équipage philippins sont tués et plusieurs sont blessés.